# Esther Jones
Esther B. Jones (ur. 7 kwietnia 1969 w Chicago) – amerykańska lekkoatletka specjalizująca się w biegach sprinterskich, złota medalistka letnich igrzysk olimpijskich w Barcelonie (1992) w sztafecie 4 × 100 metrów.

## Sukcesy sportowe
- dwukrotna mistrzyni NCAA w biegach na 100 m i 200 m – 1990[1]

| Rok  | Miasto          | Zawody                      | Konkurencja        | Wynik         |
| ---- | --------------- | --------------------------- | ------------------ | ------------- |
| 1988 | Greater Sudbury | Mistrzostwa świata juniorów | sztafeta 4 × 100 m | brązowy medal |
| 1989 | Barcelona       | Puchar świata               | sztafeta 4 × 100 m | 3. miejsce    |
| 1992 | Barcelona       | Igrzyska olimpijskie        | sztafeta 4 × 100 m | złoty medal   |

## Rekordy życiowe
- bieg na 100 m – 11,11 – Rhede 07/07/1991
- bieg na 200 m – 22,47 – San Jose 30/05/1992
- bieg na 60 m (hala) – 7,52 – Boston 31/01/1997
- bieg na 200 m (hala) – 23,24 – Indianapolis 11/03/1989